# Hyaenosa ruandana
Hyaenosa ruandana är en spindelart som beskrevs av Roewer 1960. Hyaenosa ruandana ingår i släktet Hyaenosa och familjen vargspindlar.
Artens utbredningsområde är Rwanda. Inga underarter finns listade i Catalogue of Life.